# Universidad Autónoma de Nayarit
La Universidad Autónoma de Nayarit (UAN) es una institución pública de educación media superior y superior, con domicilio legal en la ciudad de Tepic, capital del estado mexicano de Nayarit, dotada de autonomía para gobernarse, poseer personalidad jurídica y su  patrimonio propio. Su principal campus académico se denomina Ciudad de la Cultura “Amado Nervo” y su lema es "Por lo nuestro a lo universal".
La Universidad Autónoma de Nayarit tiene como objetivos:
- Impartir educación media superior y superior en los diversos niveles y modalidades.

- Fomentar, organizar y realizar investigación científica .

- Propiciar la difusión y aplicación de los conocimientos científicos y técnicos en la solución de los problemas estatales, regionales y nacionales.

- Coadyuvar en la conservación, desarrollo, creación y difusión de la cultura, extendiendo sus beneficios a toda la sociedad.

Son funciones sustantivas de la UAN: la docencia, investigación y extensión de la cultura, así como los servicios que se desarrollarán de manera integrada e interdependiente en los diversos tipos, niveles y modalidades educativas de la institución. Son funciones adjetivas, aquellas relacionadas con las labores manuales, administrativas y de apoyo a la academia.

## Historia
Es en el año de 1966, con la creación del Patronato de la Ciudad de la Cultura “Amado Nervo”, con el que se inicia el proyecto de la Universidad de Nayarit. El Patronato estaba formado por un presidente que fue el Gobernador del Estado, un director y vocales de las siguientes organizaciones: Consejo de las Cámaras Nacionales de Comercio del Estado, delegación de la Cámara Nacional de la Industria de Transformación, clubes de servicio, el sector campesino, obrero y las asociaciones de profesionistas. La aportación inicial del gobierno estatal fue de dos millones de pesos, que fueron depositados en una institución bancaria, igualmente se contó con el apoyo del gobierno federal en la construcción de los edificios escolares e instalaciones deportivas.
El doctor Julián Gascón Mercado, Gobernador de Nayarit, al defender el proyecto de la Universidad ante la Legislatura Local el día 20 de agosto de 1969, enfatizó:
“Sin poder evitar que por falta de escuelas profesionales, la juventud nayarita haya tenido que emigrar hacia otras entidades en busca de capacitación profesional… Frente a la situación que confronta la educación media y superior en nuestro Estado, vivimos la convicción de que sea creada la Universidad de Nayarit, en que se reúna con obsecuente respeto a la realidad generada a través de los esfuerzos desplegados en el tiempo por las anteriores generaciones, reorientando la acción de los establecimientos de nueva creación que serán factores de transformación y cambio de las actuales condiciones socioeconómicas y sociopolíticas del Estado; porque el aprovechamiento cabal y racional de los recursos naturales y humanos conduce al pueblo a la consecución de principios y postulados que representan los ideales imperecederos de libertad, cultura, democracia, justicia, respeto, unidad y paz. Estará la comunidad universitaria imbuida de una tendencia franca e inquebrantable al servicio social para plasmar en este empeño el deseo de colocar y atender los intereses colectivos antes que a cualquier interés individual, sentando las bases para que se ejerza la libertad de acción y la libertad de pensamiento.”
El proyecto de autonomía universitaria, se inicia en la sesión del Consejo General Universitario de fecha 14 de noviembre de 1975, en la cual se propone que se declare la autonomía, no la económica sino la política, sin que dependa en lo sucesivo del poder público, para que pueda tener sus propias leyes de autogobierno y exista una verdadera libertad de cátedra así como una democratización más adecuada a la realidad.
El día 8 de diciembre de 1975, siendo Gobernador del Estado, Roberto Gómez Reyes, se promulgó el siguiente decreto:
“La Universidad de Nayarit, es una Institución Autónoma de interés y servicio público, descentralizada del Estado, con personalidad jurídica propia, con plena capacidad para autogobernarse, adquirir y administrar su patrimonio, estableciendo su estructura y las normas que deben regir sus funciones y sus relaciones, tanto internas como externas, sin otra limitación que la de no contravenir la Constitución Política de los Estados Unidos Mexicanos y la Constitución Política del Estado de Nayarit; destinada a cumplir en el campo de la educación media y superior con carácter popular y sentido nacional la formación de profesionistas, investigadores y profesores universitarios, útiles a la sociedad; organizar y realizar investigaciones, principalmente acerca de las condiciones y problemas regionales y nacionales y de extender con la mayor amplitud posible, los beneficios de la cultura al pueblo trabajador”.
Federación de Estudiantes de la Universidad Autónoma de Nayarit

## Federación de Estudiantes
La FEDERACIÓN DE ESTUDIANTES DE LA UNIVERSIDAD AUTÓNOMADE NAYARIT (FEUAN), es una organización amiga del estudiante, que tiene como principal objetivo atender y dar seguimiento a las necesidades de cada uno de ellos. Impulsar el liderazgo de los estudiantes. FEUAN, en su representación, se compromete a brindar la mejor calidad de servicios a los estudiantes.
Además cuenta con diversas secretarías, entre las que destacan; sustentabilidad y medio ambiente, gestión estudiantil indígena, de la mujer, medios, acción social, administración y deportes; mediante las cuales se canalizan los siguientes servicios: organización de numerosas actividades culturales, deportivas, recreativas y sociales, (Ballet FEUAN, Porra FEUAN,Club de Ajedrez, Equipo de Fútbol Americano Lagartos, FEUAN Verde, NBU, VeraUAN, etc.)

## Educación Media Superior (Preparatoria)
La UAN es la principal oferta de educación media superior en Nayarit y cuenta con las siguientes Unidades Académicas de Preparatoria:
- UA Preparatoria 1 (Tepic).
- UA Preparatoria 2 (Santiago Ixcuintla).
- UA Preparatoria 3 (Acaponeta).
- UA Preparatoria 4 (Tecuala).
- UA Preparatoria 5 (Tuxpan).
- UA Preparatoria 6 (Ixtlán del Río).
- UA Preparatoria 7 (Compostela).
- UA Preparatoria 8 (Ahuacatlán).
- UA Preparatoria 9 (Villa Hidalgo).
- UA Preparatoria 10 (Valle de Banderas).
- UA Preparatoria 11 (Ruiz).
- UA Preparatoria 12 (San Blas).
- UA Preparatoria 13 (Tepic).
- UA Preparatoria 14. Modalidad Abierta (Tepic).
- UA Preparatoria 15 (Puente de Camotlán).

## Educación Superior (Licenciaturas)
La Universidad Autónoma de Nayarit ofrece las siguientes licenciaturas organizadas en programas académicos por áreas:
Área de Ciencias Básicas e Ingenierías
- Ingeniería en Control y Computación
- Ingeniería en Electrónica
- Ingeniería Mecánica
- Ingeniería Química
- Licenciatura en Matemática Educativa

Área de Ciencias Biológico Agropecuarias y Pesqueras
- Licenciatura en Biología
- Ingeniería en Acuicultura
- Ingeniería Pesquera
- Ingeniero Agrónomo
- Medicina Veterinaria y Zootecnia

Área de Ciencias de la Salud
- Cirujano Dentista (Odontología)
- Licenciatura en Enfermería
- Médico Cirujano
- Licenciatura en Químico Farmacobiólogo (Q.F.B.)
- Licenciatura en Cultura Física y Deporte
- Licenciatura en Nutrición
- Licenciatura en Terapia Física

Área de Ciencias Económicas y Administrativas
- Licenciatura en Administración
- Licenciatura en Contaduría
- Licenciatura en Economía
- Licenciatura en Informática
- Licenciatura en Negocios Internacionales
- Licenciatura en Mercadotecnia
- Licenciatura en Sistemas Computacionales
- Licenciatura en Gestión e Innovación del Turismo
- Licenciatura en Turismo
- Licenciatura en Gastronomía

Área de Ciencias Sociales y Humanidades
- Licenciatura en Ciencia Política
- Licenciatura en Ciencias de la Educación
- Licenciatura en Comunicación y Medios
- Licenciatura en Derecho
- Licenciatura en Filosofía
- Licenciatura en Lingüística Aplicada
- Licenciatura en Psicología
- Licenciatura en Estudios Coreanos
- Licenciatura en Educación Infantil

Área de Artes
- Licenciatura en Música
- Licenciatura en Diseño Urbano y Edificación

Profesional asociado
- Profesional Asociado en Terapia Física
- Profesional Asociado en Puericultura
- Profesional Asociado en Inglés

## Programas de posgrado
La oferta de posgrados de la UAN es la siguiente:
Área de Ciencias Biológico Agropecuarias y Pesqueras
- Maestría en Ciencias Biológico Agropecuarias (Registrada en el PNPC de SEP-CONACyT)
- Doctorado en Ciencias Agropecuarias: Modalidad Clásico
- Doctorado en Ciencias Agropecuarias: Modalidad Directo

Área de Ciencias de la Salud
- Maestría en Ciencias de la Salud
- Maestría en Salud Pública
- Especialidad en Odontopediatría
- Especialidad en Ortodoncia
- Especialidad en Medicina Familiar
- Especialidad en Pediatría
- Especialidad en Medicina Interna
- Especialidad en Ginecología y obstetricia
- Especialidad en Cirugía General
- Especialidad en Anestesiología
- Especialidad en Medicina Integrada
- Especialidad en Enfermería en Salud Pública
- Especialidad en Enfermería Obstétrica y Neonatal
- Especialidad en Enfermería pediátrica

Área de Ciencias Económicas y Administrativas
- Maestría en Ciencias Administrativas
- Maestría en Desarrollo Sustentable del Turismo
- Maestría en Finanzas
- Maestría en Impuestos
- Maestría en Negocios y Estudios Económicos
- Maestría en Desarrollo Económico Local (Registrada en el PNPC de SEP-CONACyT)

Área de Ciencias Sociales y Humanidades
- Doctorado Interinstitucional en Derecho
- Maestría en Administración e Impartición de Justicia
- Maestría en Educación Superior
- Maestría en Derecho
- Maestría en Lingüística Aplicada